# Русские в Чечне
Русские в Чечне — русское население Чечни, численность которого по переписи населения 2010 года — 24,3 тыс. человек (1,9 % населения Чечни).

## История

### До 1991 года

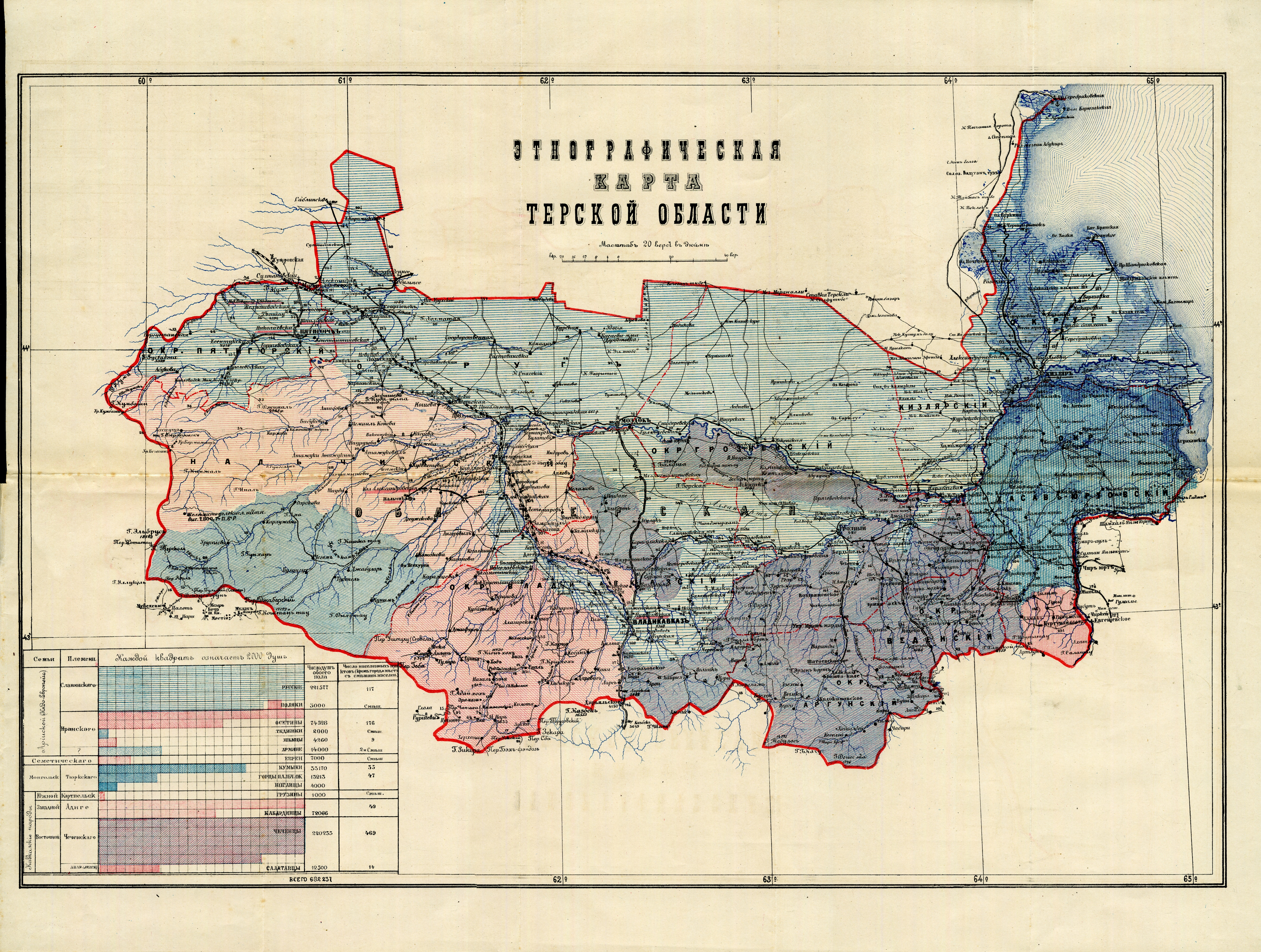
Этнографическая карта Терской области в конце XIX века

По переписи 1897 года в Грозненском округе проживало 12 945 русскоязычных жителей. Согласно Энциклопедическому словарю Брокгауза и Ефрона русские преобладали в Грозном и слободе Воздвиженской, а также проживали в Ведено и Шатое, причём по сведениям 1900 года в Грозненском округе насчитывалось 20 189 русских, из которых 18 388 человек проживали в Грозном и 1504 чел. — в Воздвиженской.
По переписи 1926 года в Чеченской АО проживало 9122 русских, а по переписи 1939 года численность русского населения в Чечено-Ингушской АССР достигла 201 010.
Многократный рост численности русского населения, между переписями 1926 и 1939 года, главным образом связан с включением в состав Чеченской АО в 1929 году города Грозного и Сунженского округа. По переписи населения 1926 года г. Грозный был населен более чем на 2/3 русскими. Город Грозный до 1 апреля 1929 года имел статус автономного города в составе Северо-Кавказского края и не входил в состав Чеченской области. Сунженский округ до 2 февраля 1929 года входил, как и Грозный, напрямую в состав Северо-Кавказского края и был населен почти на 90 % русскими.
В большинстве своём русские в Чеченской АО работали на нефтепромыслах и связанных с ними производствах. На территории упраздненного Сунженского округа русские занимались сельским хозяйством.
В 1957 году в состав Чечено-Ингушской АССР были включены Наурский и Шелковской районы, до упразнения ЧИАССР в 1944 году входившие в состав Ставропольского края, и населённые в основном русскими.
26 августа 1958 года в Грозном вспыхнули массовые беспорядки, вызванные убийством чеченцами на бытовой почве русского рабочего. Участники траурного митинга захватили здание Чечено-Ингушского обкома партии, но вскоре были вытеснены сотрудниками КГБ и МВД. Среди демонстрантов появились такие требования как «Вон чеченцев из Грозного» и «Да здравствует Грозненская область!». В город для обеспечения порядка прибыли солдаты местного гарнизона. На следующий день бунтовщики захватили здания обкома, КГБ, МВД, Грозненского горкома КПСС, главпочтамта и даже ворвались на междугородную телефонную станцию. Демонстранты предложили переименовать ЧИ АССР в Грозненскую область или в Межнациональную советскую социалистическую республику, а чечено-ингушскому населению разрешить проживать в Грозненской области не более 10 % от общего количества населения. В город были введены войска, которым удалось навести порядок на площади у здания обкома и подавить волнения. По переписи 1959 года в Чечено-Ингушской АССР проживало 348 343 русских.
По переписи 1970 года в Чечено-Ингушской АССР насчитывалось 366 959 русских, а по переписи 1979 года их численность снизилась до 336 044 человек. В Грозном Русские преобладали в Заводском районе. В 1979—1989 годах произошёл отток русского населения из Чечено-Ингушетии, в основном он был связан с причинами экономического характера. В дальнейшем миграционные потоки из Чечни стали иметь под собой политическую подоплёку[нужна атрибуция мнения].
В 1989 году в Чечено-Ингушской АССР проживали 293 тыс. русских (23,1 % населения).

### 1991—1999 годы
В годы правления Дудаева в Чечне имели факты притеснения по национальному признаку, в первую очередь дискриминация русских, происходило вытеснение русских..
По оценке министерства по делам национальностей России, с 1991 по декабрь 1994 (до начала боевых действий) Чечню покинули более 200 тыс. русских.
По оценке министерства по делам национальностей России, в Чечне с 1991 года по 1999 год было убито более 21 тыс. русских (не считая погибших в ходе военных действий).
В конце 1996 года федеральные силы были выведены с территории Чечни, в результате чего, соглачно переданному российскими властями в ООН отчёту, русское население Чечни фактически осталось без защиты, а дискриминация усилилась.
По данным МВД РФ, опубликованным в июле 1999 года, в Чечне на тот момент проживали около 29 тыс. русских, из них 17 тыс. — пенсионного возраста.
8 октября 1999 года 43-летний боевик Ахмед Ибрагимов расстрелял из автомата более 30 русских жителей станицы Мекенская Наурского района Чечни, включая женщин, стариков и троих детей. Причиной убийства стал отказ одного из жителей рыть окопы. Через несколько дней на станичном сходе Ибрагимова, выданного чеченскими старейшинами, забили до смерти палками и ломами, после чего бросили его останки на улице, так как местный мулла запретил его хоронить. Массовое убийство в Мекенской заставило десятки русских семей покинуть станицу.
В конце 1999 года были арестованы чеченские боевики Рамзес Гойчаев и Рустам Халидов. Им было предъявлено обвинение в массовых убийствах русских, грабежах и изнасилованиях в станице Червлённой Шелковского района Чечни (за 1997—1999 годы они убили 10 человек, включая одного ребёнка, все убитые были русскими по национальности). В апреле 2001 года Ставропольский краевой суд признал Гойчаева и Халидова виновными и приговорил Гойчаева к пожизненному заключению, а Халидова к семи годам заключения.
В декабре 1999 года Генпрокуратура России заявила, что в Чечне было обнаружено несколько массовых захоронений, в которых в 1991—1999 годах было погребено около тысячи человек, причём имеются свидетельства, что все они были русскими.

### После 1999 года

Процент русского населения в Чеченской Республике по данным Всероссийской переписи населения 2010 года.

По данным 2001 года, на тот момент в станице Мекенской жили 42 русские семьи, в станице Новотерской — 20 русских семей.
По данным переписи 2002 года Русских в Чечне насчитывалось 40 645 человек 3% от общего населения. В самом же Грозном их насчитывалось около 5 000, большинство проживало в Старопромысловском районе.
По данным 2003 года, на тот момент в городе Шелковской, и столицы Наурского районов Чечни проживали около 17 тыс. русских.
По оценкам 2005 года, в Чечне на тот момент проживали от 20 до 50 тыс. русских, в основном Шелковском, Наурском, Сунженском и Грозненском районах. В остальных районах Чечни численность русских была незначительной.
По оценкам переписи 2020 года, количество Русских снизилось с 24 до 18 тыс, больше всего их проживало в Грозном, около 7 тыс.

## Демография

### Общее количество (с 1926 по 2020)
Динамика по переписям населения (данные за 1959, 1970, 1979 и 1989 годы включают районы ЧИ АССР, ныне относящиеся к Чеченской Республике).
| Год оценки (переписи) | Русское население (чел.) | Доля от общего населения Чечни |
| --------------------- | ------------------------ | ------------------------------ |
| 1926                  | 103 271                  | 23,7 %                         |
| 1939                  | 213 354                  | 34,3 %                         |
| 1959                  | 296 794                  | 49,4 %                         |
| 1970                  | 329 701                  | 36,1 %                         |
| 1979                  | 309 079                  | 30,8 %                         |
| 1989                  | 269 130                  | 24,8 %                         |
| 2002                  | 40 664                   | 3,68 %                         |
| 2010                  | 24 382                   | 1,92 %                         |
| 2020                  | 18 225                   | 1.21 %                         |

### Расселение по районам (2010)
| район (мун. район) / город респ. значения (городской округ) | Русское население (чел.) | Доля от общего населения |
| ----------------------------------------------------------- | ------------------------ | ------------------------ |
| Веденский район                                             | 341                      | 0,93 %                   |
| Грозненский район                                           | 265                      | 0,22 %                   |
| Итум-Калинский район                                        | 123                      | 2,24 %                   |
| Надтеречный район                                           | 110                      | 0,20 %                   |
| Наурский район                                              | 4 394                    | 8,03 %                   |
| Ножай-Юртовский район                                       | 344                      | 0,70 %                   |
| Урус-Мартановский район                                     | 925                      | 0,77 %                   |
| Шалинский район                                             | 2 636                    | 2,27 %                   |
| Шатойский район                                             | 2 076                    | 12,35 %                  |
| Шелковской район                                            | 2 901                    | 5,42 %                   |
| город Грозный                                               | 8 961                    | 3,30 %                   |
| город Гудермес                                              | 998                      | 2,19 %                   |